# 南門町 (臺南市)
南門町，為台灣日治時期的台南市舊町名，因臺灣府城大南門所在而得名。範圍包括清代舊街大南門、檨仔林、莊雅橋、馬兵營、福安宮。

## 名稱
1916年（大正5年）規劃町名改正時，擬名「南門町」，臺南廳審查後並未更改，以此名呈報總督府，同年11月3日公告、1919年（大正8年）4月1日正式實施。

## 町內設施
- 大南門
- 臺南神社
- 台南武德殿（今忠義國民小學禮堂）
- 臺南地方法院
- 愛國婦人會台南支部
- 南門尋常小學校（今建興國民中學址；原校他遷即今永福國民小學）
- 台南放送局（今南門電影書院）
- 良皇宮